# DeSoto Custom
Der DeSoto Custom war ein PKW, den Chrysler unter der Automarke DeSoto in den Modelljahren 1946 bis 1952 herstellte. In dieser Zeit war der Custom die Baureihe mit der besten Ausstattung, die mit vielen verschiedenen Aufbauten angeboten wurde, auch auf einem Fahrgestell mit verlängertem Radstand als Suburban-Limousine.
Der Custom wurde, ebenso wie der einfacher ausgestattete Deluxe, von einem Chrysler-Sechszylinder-Reihenmotor mit 3808 cm³ Hubraum und seitlich stehenden Ventilen angetrieben, der 109 bhp (80 kW) bei 3600/min. leistete.
Die Custom-Modelle der Modelljahre 1946, 1947, 1948 und 1949 (1. Hälfte) hatten die Vorkriegskarosserien von DeSoto. In der 2. Hälfte des Modelljahres 1949 erschien ein vollkommen neu konzipierter Wagen.
1950 brachte man den ersten Kombi heraus. Ebenfalls bekam die Baureihe DeSotos erstes Hardtop-Coupé, das ohne die B-Säulen fast wie ein Cabriolet wirkte.
Der Custom verlor seinen Status als DeSotos Spitzenmodell mit der Einführung des Firedome mit V8-Motor 1952. 1953 ließ DeSoto den Custom und den Deluxe auslaufen; der Powermaster war dann DeSotos Sechszylinderbaureihe.

## Quelle
Gunnell, John (Herausgeber): The Standard Catalog of American Cars 1946–1975, Kraus Publications (1987), ISBN 0-87341-096-3.